# Estadio Coronel Lotfi
El Estadio Coronel Lotfi (en árabe: ملعب العقيد لطفي‎), conocido también como Estadio Akid Lotfi, es un estadio multiusos ubicado en la ciudad de Tremecén en Argelia.

## Historia
Fue inaugurado en 1976 como el estadio de WA Tlemcen con capacidad para 18000 espectadores y teniendo su primera renovación en 2018, siendo el estadio deportivo más grande de Tremecén.

## Selección nacional
La selección nacional de fútbol lo ha utilizado en la clasificación de CAF para la Copa Mundial de Fútbol de 1994 y en seis partidos amistosos:
| 28-7-1989 | Argelia     | 1–1     | Catar      | Complexe sportif Akid Lotfi, Tlemcen               |                                                    |
|           | Adghigh 87' | Reporte | Muftah 89' | Asistencia: 12 000 espectadores Árbitro(s): Sandid | Asistencia: 12 000 espectadores Árbitro(s): Sandid |

| 9-10-1992 | Argelia                        | 3–1     | Burundi              | Complexe sportif Akid Lotfi, Tlemcen |                  |
|           | Tasfaout 40' 87' · Meziane 70' | Reporte | Niyonkuru 89' (pen.) | Árbitro(s): Sarr                     | Árbitro(s): Sarr |

| 26-2-1993 | Argelia                   | 2–1     | Ghana       | Complexe sportif Akid Lotfi, Tlemcen |                   |
|           | Brahimi 60' · Meziane 85' | Reporte | Akonnor 12' | Árbitro(s): Chong                    | Árbitro(s): Chong |

| 16-4-1993 | Argelia      | 1–1     | Costa de Marfil | Complexe sportif Akid Lotfi, Tlemcen              |                                                   |
|           | Tasfaout 28' | Reporte | Ben Salah 4'    | Asistencia: 25 000 espectadores Árbitro(s): Yengo | Asistencia: 25 000 espectadores Árbitro(s): Yengo |

| 23-4-1993 | Argelia                                    | 4–0     | Togo | Complexe sportif Akid Lotfi, Tlemcen |  |
|           | Tasfaout 64' 42' · Brahimi 72' · Zekri 84' | Reporte |      |                                      |  |

| 25-7-1993 | Argelia                         | 4–0     | Senegal | Complexe sportif Akid Lotfi, Tlemcen |  |
|           | Tasfaout 3' 63' 74' · Zekri 32' | Reporte |         |                                      |  |